# Veikkausliiga 2019
La Veikkausliiga 2019 è stata la centodecima edizione della massima serie del campionato finlandese di calcio, la trentesima come Veikkausliiga. Il campionato è iniziato il 3 aprile e si è concluso il 3 novembre 2019, con il nuovo formato, ma sempre composto da dodici squadre. Il KuPS ha vinto il campionato per la sesta volta nella sua storia, quarantatré anni dopo l'ultimo successo.

## Stagione

### Novità
Dalla Veikkausliiga 2018 sono stati retrocessi in Ykkönen il TPS (dopo aver perso lo spareggio promozione/retrocessione) e il PS Kemi Kings, mentre dalla Ykkönen 2018 sono stati promossi l'HIFK e il KPV (vincitore dello spareggio promozione/retrocessione).

### Formula
La formula del campionato è cambiata, passando a una doppia fase. Nella prima fase le dodici squadre si affrontano in un girone all'italiana, con partite di andata e ritorno, per un totale di 22 giornate. Successivamente, le squadre vengono divise in due gruppi in base alla classifica: le prime sei formano un nuovo girone e competono per il titolo e la qualificazione alle competizioni europee; le ultime sei, invece, lottano per non retrocedere in Ykkönen e per un altro posto valido per guadagnare la qualificazione alle competizioni europee. In entrambi i gironi le squadre si affrontano in un girone all'italiana, con partite di sola andata, per un totale di 5 giornate. Nel girone per il titolo: la squadra prima classificata è campione di Finlandia e si qualifica per il primo turno della UEFA Champions League 2020-2021; la squadra seconda classificata si qualifica per il primo turno della UEFA Europa League 2020-2021, assieme alla vincitrice della Suomen Cup; la squadra terza classificata accede alla finale per la qualificazione al primo turno della UEFA Europa League; le squadre classificate al quarto, quinto e sesto posto, più la prima classificata nel girone per la salvezza accedono agli spareggi per l'accesso alla finale contro la terza classificata. Nel girone per la salvezza l'ultima classificata viene retrocessa direttamente in Ykkönen, mentre la penultima classificata affronta la seconda classificata in Ykkönen in uno spareggio promozione/retrocessione.

## Squadre partecipanti
| Club          | Stagione | Città     | Stadio                        | Stagione precedente        |
| ------------- | -------- | --------- | ----------------------------- | -------------------------- |
| HIFK          | dettagli | Helsinki  | Telia 5G -areena              | 1º posto in Ykkönen        |
| Honka         | dettagli | Espoo     | Tapiolan urheilupuisto        | 4º posto in Veikkausliiga  |
| HJK           | dettagli | Helsinki  | Telia 5G -areena              | Campione di Finlandia      |
| IFK Mariehamn | dettagli | Mariehamn | Wiklöf Holding Arena          | 10º posto in Veikkausliiga |
| Ilves         | dettagli | Tampere   | Tammelan stadion              | 5º posto in Veikkausliiga  |
| Inter Turku   | dettagli | Turku     | Veritas-stadion               | 7º posto in Veikkausliiga  |
| KPV           | dettagli | Kokkola   | Kokkolan Keskuskenttä         | 2º posto in Ykkönen        |
| KuPS          | dettagli | Kuopio    | Savon Sanomat Areena          | 3º posto in Veikkausliiga  |
| Lahti         | dettagli | Lahti     | Lahden stadion                | 8º posto in Veikkausliiga  |
| RoPS          | dettagli | Rovaniemi | Rovaniemen Keskuskenttä       | 2º posto in Veikkausliiga  |
| SJK           | dettagli | Seinäjoki | OmaSP Stadion                 | 9º posto in Veikkausliiga  |
| VPS           | dettagli | Vaasa     | Hietalahden jalkapallostadion | 6º posto in Veikkausliiga  |

## Prima fase

### Classifica finale
|  | Pos. | Squadra       | Pt | G  | V  | N  | P  | GF | GS | DR  |
|  | ---- | ------------- | -- | -- | -- | -- | -- | -- | -- | --- |
|  | 1.   | Inter Turku   | 42 | 22 | 13 | 3  | 6  | 39 | 25 | +14 |
|  | 2.   | KuPS          | 40 | 22 | 11 | 7  | 4  | 39 | 23 | +16 |
|  | 3.   | Ilves         | 40 | 22 | 11 | 7  | 4  | 29 | 18 | +11 |
|  | 4.   | HJK           | 34 | 22 | 8  | 10 | 4  | 28 | 22 | +6  |
|  | 5.   | Honka         | 34 | 22 | 10 | 4  | 8  | 31 | 27 | +4  |
|  | 6.   | IFK Mariehamn | 31 | 22 | 9  | 4  | 9  | 29 | 23 | +6  |
|  | 7.   | SJK           | 28 | 22 | 7  | 7  | 8  | 17 | 23 | -6  |
|  | 8.   | Lahti         | 28 | 22 | 7  | 7  | 8  | 21 | 29 | -8  |
|  | 9.   | HIFK          | 26 | 22 | 6  | 8  | 8  | 25 | 29 | -4  |
|  | 10.  | RoPS          | 24 | 22 | 6  | 6  | 10 | 19 | 25 | -6  |
|  | 11.  | KPV           | 16 | 22 | 4  | 4  | 14 | 19 | 39 | -20 |
|  | 12.  | VPS           | 15 | 22 | 2  | 9  | 11 | 22 | 35 | -13 |

Legenda:
      Ammessa al girone per il titolo.
      Ammessa al girone per la salvezza.
Note:
Tre punti a vittoria, uno a pareggio, zero a sconfitta.

### Risultati
|               | HIF  | HJK  | Hon  | IFK  | Ilv  | Int  | KPV  | KuP  | Lah  | RoP  | SJK  | VPS  |
| ------------- | ---- | ---- | ---- | ---- | ---- | ---- | ---- | ---- | ---- | ---- | ---- | ---- |
| HIFK          | –––– | 0-2  | 2-0  | 1-1  | 2-2  | 1-1  | 3-2  | 1-1  | 0-1  | 1-0  | 1-0  | 2-1  |
| HJK           | 1-1  | –––– | 0-1  | 2-1  | 0-0  | 2-1  | 3-1  | 1-1  | 4-0  | 2-2  | 2-2  | 1-1  |
| Honka         | 3-0  | 0-1  | –––– | 1-3  | 1-2  | 3-2  | 0-1  | 1-2  | 2-0  | 1-0  | 0-0  | 1-1  |
| IFK Mariehamn | 1-3  | 0-2  | 2-2  | –––– | 0-1  | 1-2  | 3-0  | 3-4  | 0-1  | 2-0  | 1-0  | 1-0  |
| Ilves         | 3-1  | 1-1  | 1-1  | 0-0  | –––– | 0-1  | 4-2  | 0-2  | 1-0  | 2-2  | 3-0  | 0-0  |
| Inter Turku   | 3-2  | 4-1  | 3-1  | 1-0  | 2-3  | –––– | 2-1  | 1-0  | 2-0  | 3-0  | 1-2  | 1-1  |
| KPV           | 1-1  | 2-1  | 0-1  | 0-4  | 0-2  | 1-3  | –––– | 2-1  | 0-0  | 0-1  | 1-2  | 2-1  |
| KuPS          | 1-1  | 0-0  | 0-3  | 0-0  | 1-0  | 2-0  | 3-1  | –––– | 5-1  | 2-2  | 0-1  | 5-0  |
| Lahti         | 0-0  | 3-0  | 3-2  | 0-1  | 1-0  | 1-1  | 1-0  | 3-3  | –––– | 1-2  | 1-1  | 1-1  |
| RoPS          | 1-0  | 0-1  | 1-2  | 1-2  | 0-1  | 0-2  | 0-0  | 0-1  | 3-0  | –––– | 1-1  | 2-1  |
| SJK           | 1-0  | 0-0  | 1-2  | 0-2  | 0-1  | 2-1  | 1-0  | 1-3  | 0-2  | 0-0  | –––– | 1-0  |
| VPS           | 3-2  | 1-1  | 2-3  | 2-1  | 1-2  | 1-2  | 2-2  | 1-2  | 1-1  | 0-1  | 1-1  | –––– |

## Girone per il titolo

### Classifica finale
|  | Pos. | Squadra       | Pt | G  | V  | N  | P  | GF | GS | DR  |
|  | ---- | ------------- | -- | -- | -- | -- | -- | -- | -- | --- |
|  | 1.   | KuPS          | 53 | 27 | 15 | 8  | 4  | 46 | 24 | +22 |
|  | 2.   | Inter Turku   | 48 | 27 | 15 | 3  | 9  | 42 | 29 | +13 |
|  | 3.   | Honka         | 47 | 27 | 14 | 5  | 8  | 41 | 29 | +12 |
|  | 4.   | Ilves         | 47 | 27 | 13 | 8  | 6  | 34 | 25 | +9  |
|  | 5.   | HJK           | 37 | 27 | 9  | 10 | 8  | 33 | 29 | +4  |
|  | 6.   | IFK Mariehamn | 32 | 27 | 9  | 5  | 13 | 31 | 34 | -3  |

Legenda:
      Campione di Finlandia e ammessa alla UEFA Champions League 2020-2021.
      Ammessa alla UEFA Europa League 2020-2021.
 Partecipa ai play-off per l'accesso alla UEFA Europa League 2020-2021.
Note:
Tre punti a vittoria, uno a pareggio, zero a sconfitta.

### Risultati
|               | HJK  | Hon  | IFK  | Ilv  | Int  | KuP  |
| ------------- | ---- | ---- | ---- | ---- | ---- | ---- |
| HJK           | –––– |      | 3-0  |      | 0-1  |      |
| Honka         | 3-1  | –––– | 3-0  |      |      |      |
| IFK Mariehamn |      |      | –––– | 2-2  |      | 0-1  |
| Ilves         | 2-1  | 0-2  |      | –––– | 1-0  |      |
| Inter Turku   |      | 0-1  | 2-0  |      | –––– | 0-2  |
| KuPS          | 1-0  | 1-1  |      | 2-0  |      | –––– |

## Girone per la salvezza
Le squadre mantengono i punti conquistati nella stagione regolare.

### Classifica finale
|  | Pos. | Squadra | Pt | G  | V  | N  | P  | GF | GS | DR  |
|  | ---- | ------- | -- | -- | -- | -- | -- | -- | -- | --- |
|  | 7.   | HIFK    | 39 | 27 | 10 | 9  | 8  | 37 | 34 | +3  |
|  | 8.   | Lahti   | 36 | 27 | 9  | 9  | 9  | 29 | 36 | -7  |
|  | 9.   | SJK     | 30 | 27 | 7  | 9  | 11 | 18 | 29 | -11 |
|  | 10.  | RoPS    | 30 | 27 | 8  | 6  | 13 | 23 | 35 | -12 |
|  | 11.  | KPV     | 25 | 27 | 7  | 4  | 16 | 32 | 47 | -15 |
|  | 12.  | VPS     | 19 | 27 | 3  | 10 | 14 | 30 | 45 | -15 |

Legenda:
 Partecipa ai play-off o ai play-out.
      Retrocessa in Ykkönen 2020
Note:
Tre punti a vittoria, uno a pareggio, zero a sconfitta.

### Risultati
|       | HIF  | KPV  | Lah  | RoP  | SJK  | VPS  |
| ----- | ---- | ---- | ---- | ---- | ---- | ---- |
| HIFK  | –––– | 3-1  |      | 2-0  | 2-0  |      |
| KPV   |      | –––– |      | 4-1  |      | 2-3  |
| Lahti | 2-2  | 1-4  | –––– | 3-0  |      |      |
| RoPS  |      |      |      | –––– | 1-0  | 2-1  |
| SJK   |      | 0-2  | 0-0  |      | –––– | 1-1  |
| VPS   | 2-3  |      | 1-2  |      |      | –––– |

## Spareggi

### Spareggi per l'accesso in UEFA Europa League
Agli spareggi accedono le squadre classificate dal terzo al sesto posto nel girone per il titolo e la prima classificata nel girone per la salvezza. La terza classificata nel girone per il titolo accede direttamente alla finale.

#### Quarti di finale
|               | Risultati             |       | Luogo e data               |
| ------------- | --------------------- | ----- | -------------------------- |
| HJK           | 2 - 2 (dts) (4-1 dtr) | Lahti | Helsinki, 23 ottobre 2019  |
| IFK Mariehamn | 0 - 0 (dts) (4-2 dtr) | HIFK  | Mariehamn, 23 ottobre 2019 |
|               |                       |       |                            |

#### Semifinale
|     | Risultati   |               | Luogo e data              |
| --- | ----------- | ------------- | ------------------------- |
| HJK | 1 - 2 (dts) | IFK Mariehamn | Helsinki, 27 ottobre 2019 |
|     |             |               |                           |

#### Finale
|               | Risultati |               | Luogo e data               |
| ------------- | --------- | ------------- | -------------------------- |
| IFK Mariehamn | 1 - 2     | Honka         | Mariehamn, 30 ottobre 2019 |
| Honka         | 1 - 0     | IFK Mariehamn | Espoo, 3 novembre 2019     |
|               |           |               |                            |

### Spareggio promozione/retrocessione
Allo spareggio hanno partecipato l'undicesima classificata in Veikkausliiga, il KPV, e la seconda classificata in Ykkönen, il TPS.
|     | Risultati |     | Luogo e data             |
| --- | --------- | --- | ------------------------ |
| TPS | 0 - 0     | KPV | Turku, 24 ottobre 2019   |
| KPV | 0 - 3     | TPS | Kokkola, 27 ottobre 2019 |
|     |           |     |                          |

## Statistiche

### Classifica marcatori
Fonte: sito ufficiale (non contiene gli spareggi)
| Gol |  |  | Giocatore           | Squadra       |
| --- |  |  | ------------------- | ------------- |
| 16  |  |  | Filip Valenčič      | Inter Turku   |
| 12  |  |  | Lauri Ala-Myllymäki | Ilves         |
| 12  |  |  | Borjas Martín       | Honka         |
| 10  |  |  | Erikson Carlos      | HIFK          |
| 10  |  |  | Timo Furuholm       | Inter Turku   |
| 8   |  |  | Denys Olijnyk       | SJK           |
| 8   |  |  | Rangel              | KuPS          |
| 8   |  |  | Luís Henrique       | HIFK          |
| 7   |  |  | Aristote Mboma      | IFK Mariehamn |
| 7   |  |  | Steven Morrissey    | VPS           |
| 7   |  |  | Riku Riski          | HJK           |